# مستودكاوات
المستودكاوات (الاسم العلمي: Piophilinae) هي أسرة من الحشرات تتبع فصيلة المستودكية من الرتبة الذوات الجناحين.

## أجناس
- المستودكة